# Czarnuszka (województwo wielkopolskie)
Czarnuszka – wieś w Polsce położona w województwie wielkopolskim, w powiecie pleszewskim, w gminie Dobrzyca.
W latach 1975–1998 miejscowość administracyjnie należała do województwa kaliskiego.

## Historia
Pierwsze informacje o miejscowości pochodzą z 1398 roku. W XVI i XVII wieku Czarnuszka należała do rodu Sośnickich herbu Trąby. Od 1774 roku właścicielem miejscowości był podkomorzy kaliski Franciszek Ksawery Sokolnicki. Po jego śmierci miejscowość była w rękach Gorzeńskich herbu Nałęcz: Makarego a później Witta. Od połowy XIX wieku właścicielką Czarnuszki była Joanna Kaczorowska. Jej przypisuje się założenie folwarku polnego - Marianów. W 1886 majątek nabyli Jouannowie. Do 1923 Czarnuszka należała do Julesa Jouanna a w latach 1923-1936 do Henryka Jouanna. Od 1936 właścicielami zostali Stanisław Morawski i jego żona Irena z Michałowskich.

## Dwór i jego okolice
W Czarnuszce znajduje się dwór wzniesiony w IV ćw. XIX wieku. Pierwsze wzmianki o istnieniu w tej miejscowości dworu pochodzą z 1774 roku. Dwór w Czarnuszce zbudowany jest na planie prostokąta z przybudówką wejściową od wschodu. Budynek znajduje się na terenie parku krajobrazowego. Powierzchnia parku to 3,75 ha. Park otoczony jest wysokim ceglanym murem z 1933 roku. Po drugiej stronie drogi znajduje się kolonia pięciu domów pracowników folwarcznych. Zachowane budynki zostały gruntownie przebudowane w latach 1950-1955. Usytuowane są szczytem do drogi. Jeden z czworaków położony jest kalenicowo, przy figurze Matki Boskiej z 1864 roku, odbudowanej w 1947 roku.

## Marianów
Marianów jest folwarkiem polnym majątku Czarnuszka, założonym w 3 ćw. XIX wieku przez Joannę Kaczorowską. Do 1945 roku znajdował się w rękach jej kolejnych właścicieli. Marianów położony jest przy skrzyżowaniu dróg polnych z Czarnuszki do lasu taczanowskiego i z Karmina do Taczanowa. Na terenie osady znajduje się zespół folwarczny składający się z owczarni, obory, stajni oraz budynku mieszkalnego pracowników folwarcznych. Na terenie folwarku znajduje się także rządcówka z 1944 roku.

## Demografia
Wieś Czarnuszka ma 129 mieszkańców, z czego 45,0% stanowią kobiety, a 55,0% mężczyźni. W latach 1998-2021 liczba mieszkańców zmalała o 30,6%. Współczynnik feminizacji we wsi wynosi 82. 62,0% mieszkańców wsi Czarnuszka jest w wieku produkcyjnym, 20,2% w wieku przedprodukcyjnym, a 17,8% mieszkańców jest w wieku poprodukcyjnym. Na 100 osób w wieku produkcyjnym przypada we we wsi Czarnuszka 61,3 osób w wieku nieprodukcyjnym. Według danych archiwalnych pochodzących z Narodowego Spisu Powszechnego Ludności i Mieszkań w 2002 roku we wsi Czarnuszka było 45 gospodarstw domowych. Wśród nich dominowały gospodarstwa zamieszkałe przez trzy osoby - takich gospodarstw było 11.